# Usha Prashar, Baroness Prashar

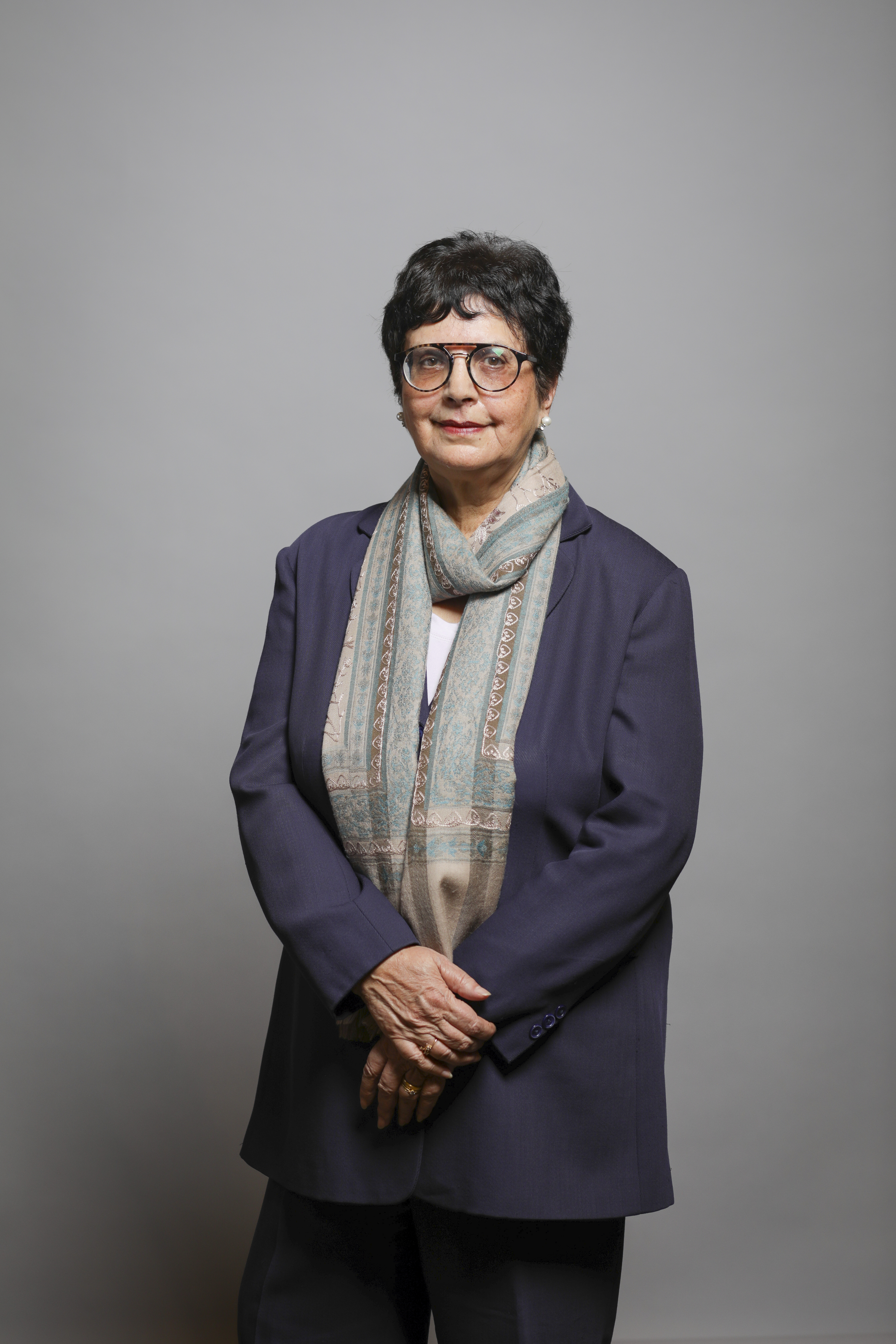
Usha Prashar, Baroness Prashar

Usha Kumari Prashar, Baroness Prashar CBE (* 29. Juni 1948) ist eine britische Politikerin.

## Leben
Prashar wurde in Kenia geboren. In den 1960er Jahren kam sie mit ihrem Vater Naurhia Lal Prashar und ihrer Familie nach Yorkshire. Sie besuchte die private Wakefield Girls' High School in Wakefield. Dort wurde sie 1967 Schülersprecherin. Prashar studierte Politikwissenschaften an der University of Leeds und schloss dieses Studium 1970 als Bachelor of Arts (BA) ab. Später absolvierte Prashar ein Post-Graduierten-Studium im Fach „Social Administration“ (etwa: Sozialpolitik, Politische Soziologie) an der University of Glasgow.
Prashar war seit den 1970er Jahren in verschiedenen Führungspositionen in öffentlichen Organisationen und Einrichtungen sowie im Privatsektor tätig. 
Von 1971 bis 1976 war sie Schlichtungsbeamtin (Conciliation Officer) beim damaligen Race Relations Board. Von 1976 bis 1984 war sie Direktorin (Director) des Runnymede Trust, einer unabhängigen britischen Denkfabrik mit dem wissenschaftlichen Schwerpunkt auf den Themen Bildungspolitik, Kriminalpolitik, Immigration und Integration und Minderheitenpolitik. Als Direktorin des Runnymede Trust hatte Prashar großen Einfluss auf die Entwicklung der Sozialpolitik und die Gesetzgebung im Bereich ethnischer Minderheiten. Sie war in dieser Zeit außerdem Mitglied der Study Commission on the Family (1980–1983) und des Social Security Advisory Committee (1980–1983). 
Von 1984 bis 1986 war sie Fellow am Policy Studies Institute in London; ihre Forschungsarbeit dort umfasste unter anderem eine Studie zum Thema „Ärztliche Grundversorgung“, gefördert und finanziell unterstützt vom King's Fund. Ihre Forschungsergebnisse veröffentlichte Prashar in dem Bericht Acheson and After - Primary Health Care in the Inner City. Von 1986 bis 1991 war sie Direktorin (Director) des National Council for Voluntary Organisations, einer Dachorganisation von Freiwilligen-Organisationen in Großbritannien. Gleichzeitig war sie Mitglied der London Food Commission (1984–1990) und des Educational Broadcasting Council der BBC (1987–1989).
Zwischen 1989 und 1997 übernahm Prashar verschiedene Aufgaben im öffentlichen Bereich. Sie war Mitglied des Solicitor's Complaints Bureau (1989–1990), der Royal Commission on Criminal Justice (1991–1993) und des Lord Chancellor's Advisory Committee on Legal Education and Conduct (1991–1997). Sie war mehrfach für den Arts Council tätig (1979–1981; 1994–1997); dort war sie Vorsitzende (Chair) des  Arts Council Committee on Combined Arts und des Cultural Diversity Panel. Sie von Non-Executive-Direktorin des britischen Fernsehsenders Channel Four Television Corporation (1992–1999) und Non-Executive-Direktorin des Energy Saving Trust (1992–1997). Von 1993 bis 1996 war sie Mitglied der Ealing Hounslow and Hammersmith Health Authority, der lokalen Gesundheitsbehörde.
Von Oktober 1997 bis Oktober 2000 war sie Vorsitzende (Executive Chairman) des Parole Board of England and Wales, des nationalen Begnadigungsausschusses. Im August 2000 wurde Prashar zum „First Civil Service Commissioner“ ernannt; seit 1990 war sie bei der Civil Service Commission (Berufsbeamtenausschuss) bereits Kommissarin (Commissioner) gewesen. Sie hatte das Amt des First Civil Service Commissioner bis August 2005 inne. In dieser Funktion war Prashar für die Abläufe und die Überwachung der Prozesse innerhalb der öffentlichen Verwaltung zuständig, wie die Vergabepolitik, das Verfahren bei öffentlichen Ausschreibungen, die Einhaltung des Selbstverpflichtungskodex' der Verwaltung (Civil Service Code of Ethics) und für öffentliche Anhörungen.
Prashar war weiters Vorsitzende (Chairman) des National Literacy Trust von 2001 bis 2005. Im Oktober 2005 wurde sie die erste Vorsitzende (Inaugural Chairman) der Judicial Appointments Commission; dieses Amt führte sie bis September 2010. 
Sie war weiters Non-Executive-Direktorin der UNITE Group plc (2001–2004), einer Organisation, die Wohnraum an Studenten vermietet und Non-Executive-Direktorin von ITV plc (2005–2010). Von 2000 bis 2004 war sie Vorstandsmitglied des Salzburg Seminars. Von 2006 bis 2006 war sie Kanzlerin der De Montfort University; von 1996 bis 2006 war sie dort auch „Governor“.   
Sie ist auch „Governor“ (seit 2003) der Ditchley Foundation, die internationale Konferenzen an ihrem Sitz in Oxfordshire organisiert. Prashar ist seit 2007 Treuhänderin (Trustee) der Cumberland Lodge, einer Wohltätigkeitsorganisation auf dem Gebiet der Erziehungspolitik und Bildung. 2002 wurde sie zur Treuhänderin (Trustee) des BBC World Service Trust (bis 2005) und war von 2002 bis 2008 Präsidentin der Royal Commonwealth Society. Sie ist stellvertretende Vorsitzende (Deputy Chair) des British Council.
Seit Juli 2009 ist Prashar Mitglied der britischen Irak-Untersuchungskommission (Iraq Inquiry).

## Mitgliedschaft im House of Lords
Am 15. Juli 1999 wurde Prashar als Baroness Prashar, of Runnymede in the County of Surrey, zum Life Peer ernannt. Im House of Lords sitzt sie als Crossbencher. Ihre Einführung im House of Lords fand am 26. Juli 1999 statt; sie wurde dabei von Anthony Lester, Baron Lester of Herne Hill und Jill Pitkeathley, Baroness Pitkeathley begleitet.
Am 8. Dezember 1999 hielt sie ihre Antrittsrede.
Zu den politischen Interessengebieten Prashars gehören die Bildungspolitik, Strafjustiz, Menschenrechte, Rassendiskriminierung und Internationale Beziehungen. Ihr besonderes Interesse gilt den Ländern des Afrikas, Indien und Mauritius.
Sie ist aktuell (Stand: November 2012) Vorsitzende (Chair) des Unterausschusses (Sub-Committee) „Lords’ Interests“ und Mitglied des „Privileges Committee“. Sie war Mitglied des „House of Lords Joint Committee on Human Rights“ (2001–2004; 2008–2009).

## Ehrungen
1994 wurde Prashar zum Commander des Order of the British Empire ernannt.
Prashar ist Trägerin mehrerer Ehrendoktortitel: De Montfort University, South Bank University, University of Greenwich (1998), Leeds Metropolitan University (1999), University of Exeter, University of Leeds und Aston University.
Sie ist Fellow der Royal Society of Arts (F.R.S.A.) (1989) und Honorary Fellow des Goldsmith College London (1992). 

## Privates
Prashar ist mit Vijay Kumar Sharma, Esq. verheiratet. Zu ihren Hobbys zählt Prashar Spaziergänge auf dem Land, Golf, Musik, Lesen und Kunst.